# 如意坊碼頭

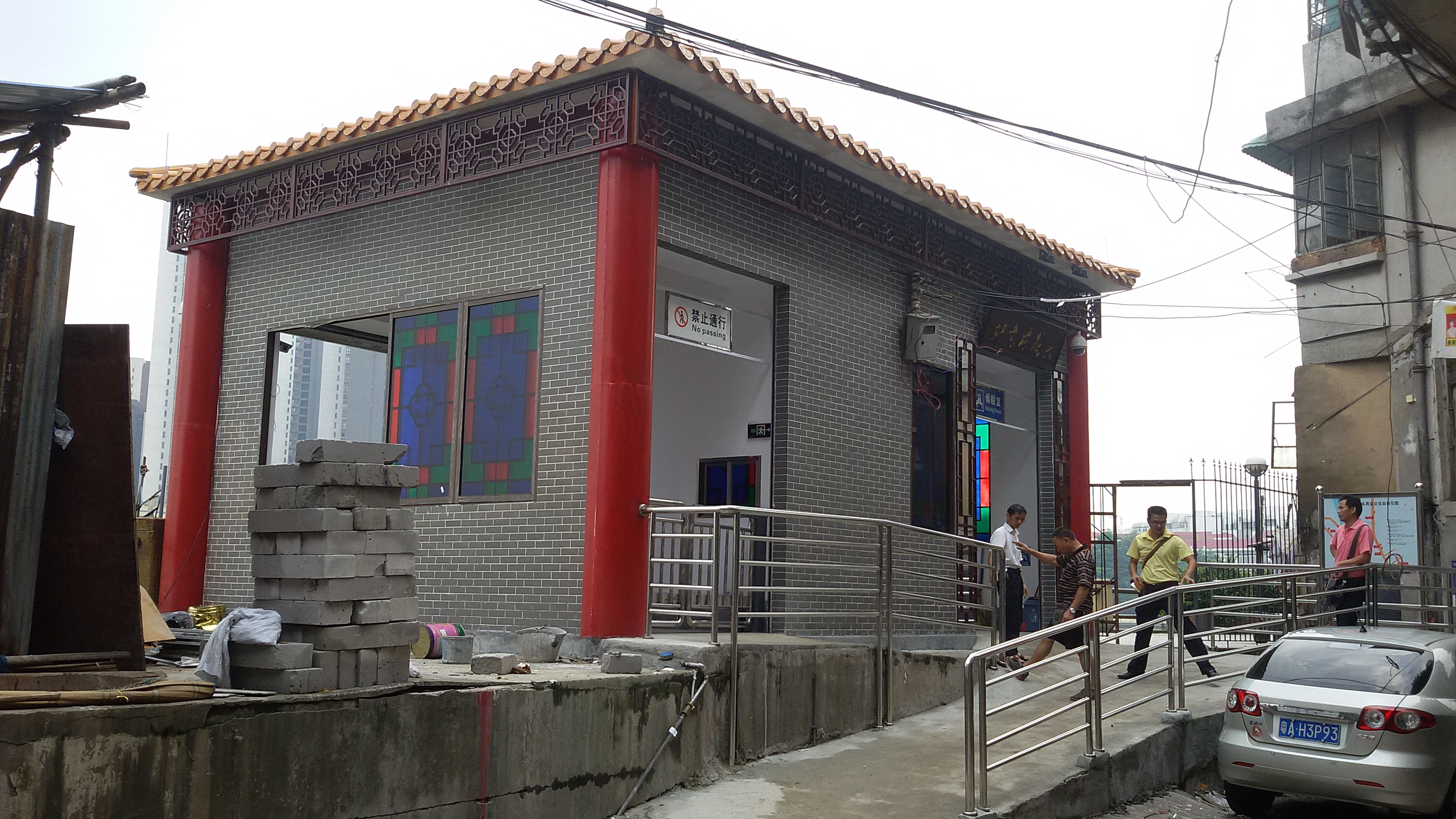
如意坊碼頭

如意坊碼頭，是廣州一個客運碼頭，在荔灣區如意坊路的廣州港集團有限公司旁。這裡的過江渡輪可前往大坦沙。